# Norges arktiske universitetsmuseum
Norges arktiske universitetsmuseum är en norsk museiorganisation i Tromsø i Troms fylke (från 2020 Troms og Finnmark fylke) i Norge, vilken bildades januari 2019. Det är en del av Norges arktiske universitetsmuseum og akademi for kunstfag, som i sin tur är en del av Universitetet i Tromsø.

## Ingående museer

### Tromsø Museum
Huvudartikel: Tromsø Museum
Tromsø Museum etablerades 1872 som ett museum för Tromsø stift. (69°38′05″N 18°54′45″Ö / 69.634858°N 18.912572°Ö)

### Museifartyget Polstjerna
Huvudartikel: M/S Polstjerna
M/S Polstjerna är ett sälfångstfartyg, som byggdes 1949 och gick på sälfångst från samma år. Hon har sedan 2004 varit utställd i torrdocka i en flytande utställningshall. (69°38′37.975″N 18°57′4.2552″Ö / 69.64388194°N 18.951182000°Ö]

### Tromsø arktisk-alpine botaniske hage
Huvudartikel: Tromsø arktisk-alpine botaniske hage
Tromsø arktisk-alpine botaniske hage är en 1,8 hektar stor trädgård, som öppnades i juli 1994. Med sin belägenhet i Tromsø på nästan 70 grader nordlig bredd är den världens nordligaste botaniska trädgård. (69°40′36″N 18°58′35″Ö / 69.6768°N 18.9763°Ö]

### Polarmuseet
Huvudartikel: Polarmuseet
Polarmuseet är ett museum som visar norsk fångstnäring, arktisk vetenskap och polarexpeditioner. Det öppnades 1978.
(69°39′08″N 18°57′49″Ö / 69.652352°N 18.963539°Ö)